# Eduard van Beinum Stichting

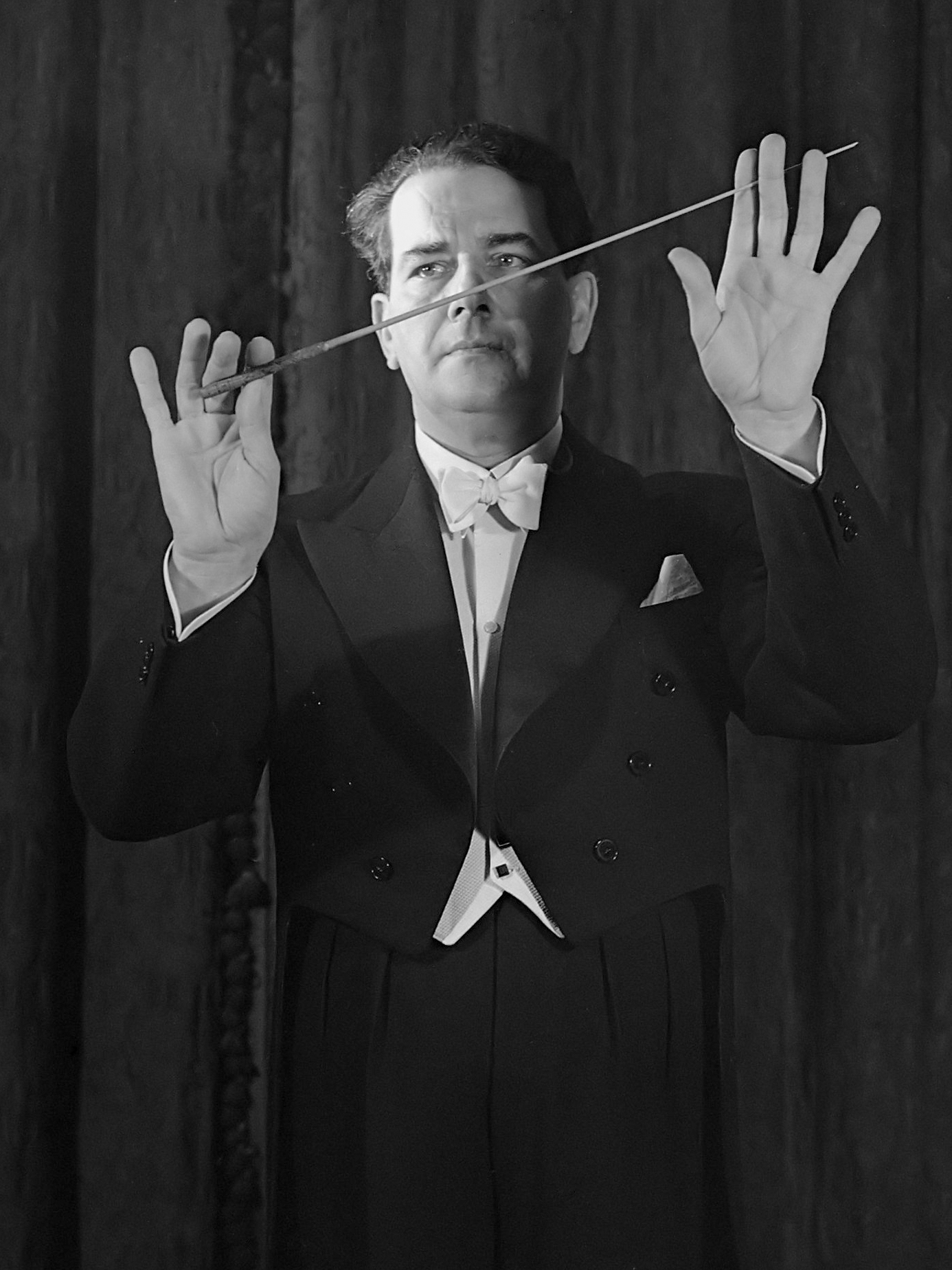
Eduard van Beinum (1946)

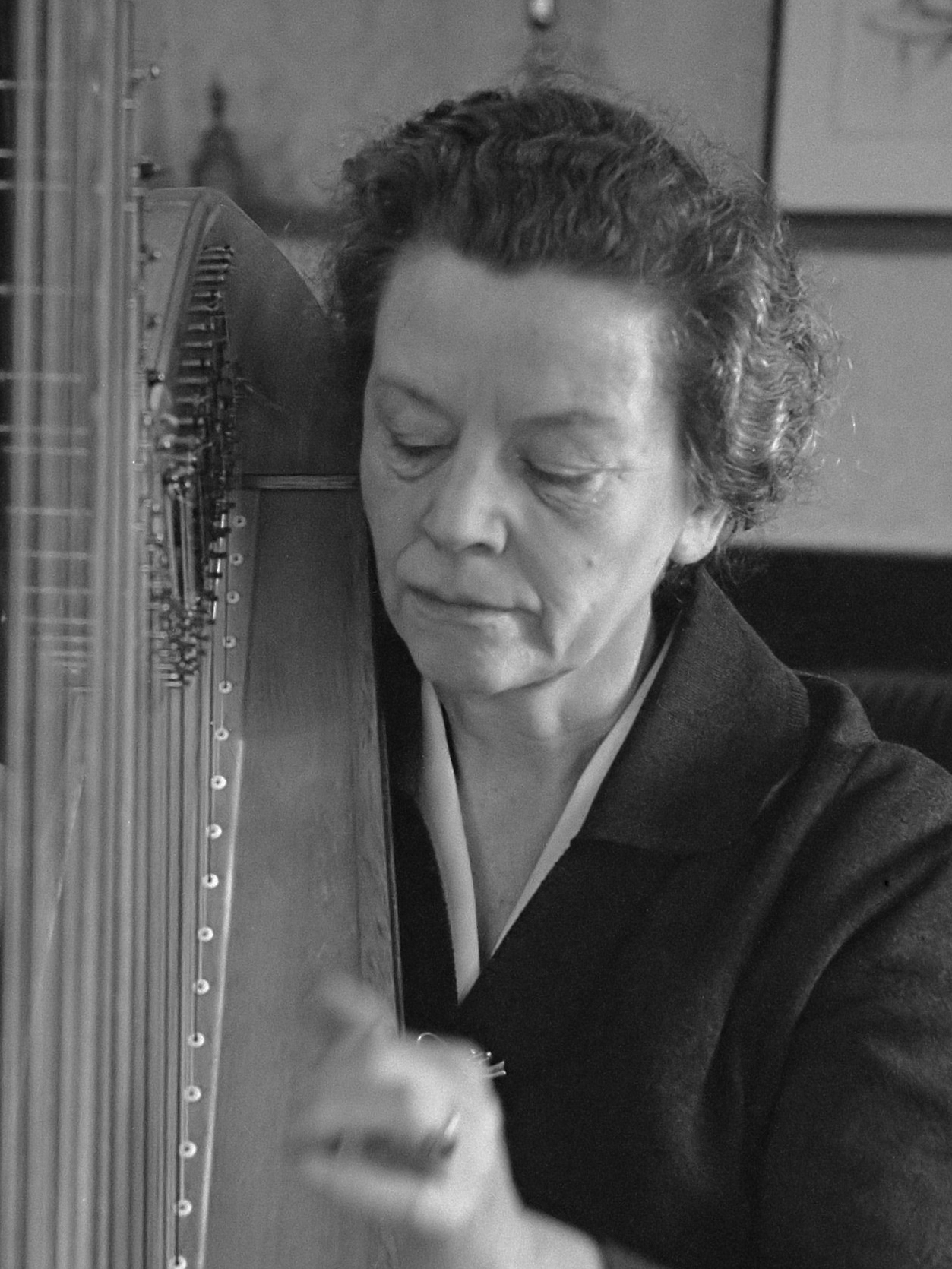
Phia Berghout (1964)

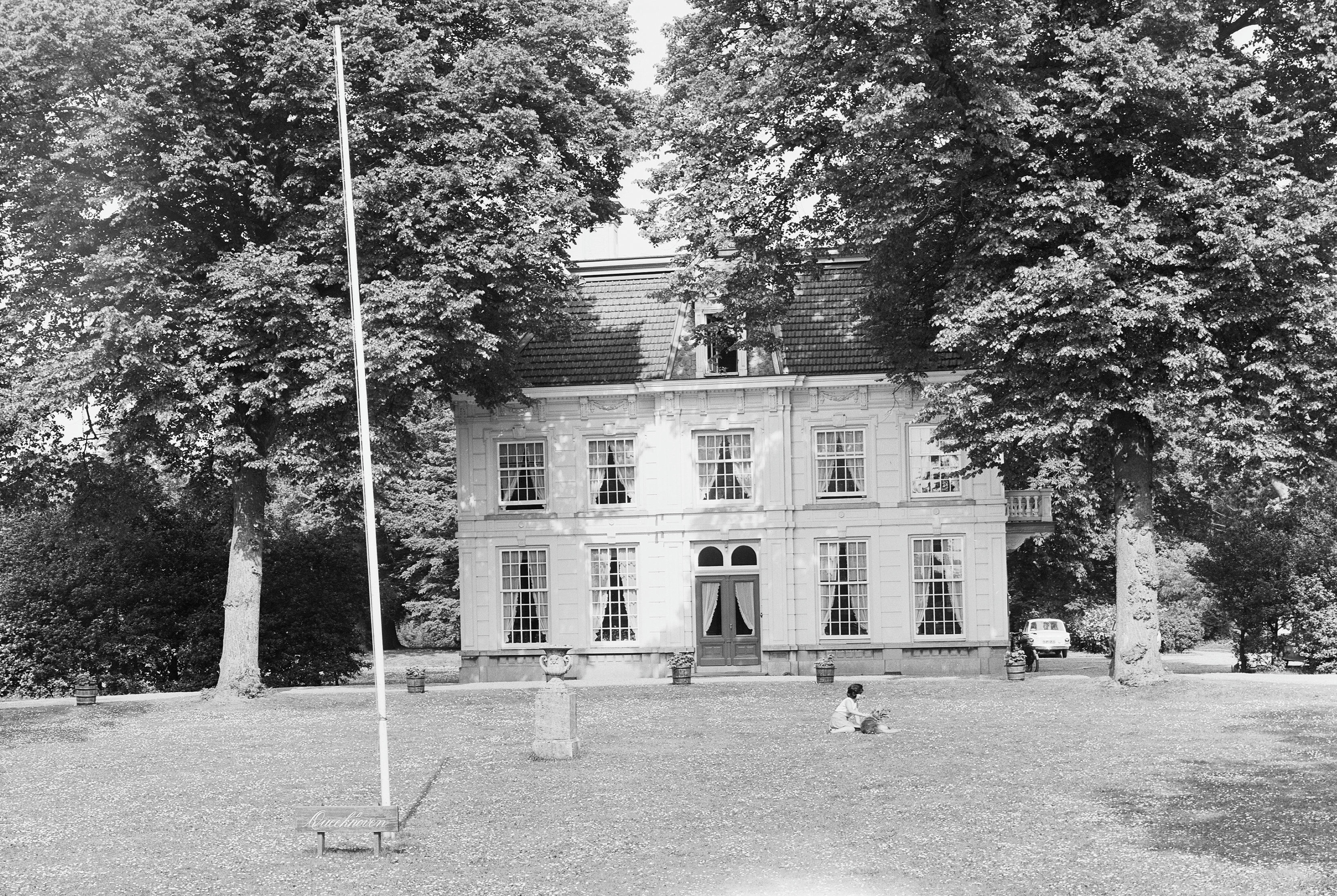
Queekhoven

De Eduard van Beinum Stichting (EVBS) is een in 1960 door harpiste Phia Berghout opgerichte stichting, die haar naam dankt aan dirigent Eduard van Beinum (1900-1959), een van de bedenkers. De stichting vestigde een muziekinstituut in de buitenplaats Queekhoven aan de rivier de Vecht met als doel het stimuleren van jonge talentvolle kunstenaars via studiebijeenkomsten, cursussen en masterclasses. Later legde de stichting zich toe op het verstrekken van compositieopdrachten.

## Achtergrond en oprichting
Het plan om een muziekcentrum op te richten dateert al uit de jaren 1950. Initiatiefnemers van het eerste uur waren harpiste Phia Berghout en dirigent Eduard van Beinum. Op 16 november 1960 werd in Amsterdam daadwerkelijk de stichting 'Internationaal Toonkunstenaars Centrum' opgericht. Eerste voorzitter werd baron Pim van Boetzelaer van Oosterhout, Phia Berghout werd vice-voorzitter. Doelstelling was het tot stand brengen van contacten tussen toonkunstenaars, zowel nationaal als internationaal, door middel van het geven van cursussen, het arrangeren van audities en het stichten van een tehuis voor aankomende en werkende toonkunstenaars. Dit tehuis werd het kasteeltje Queekhoven te Breukelen, dat in 1963 betrokken werd. Phia Berghout betrok de tuinmanswoning, die ze 'Harpe Diem' doopte. Subsidies werden verkregen van het ministerie van CRM, het Prins Bernardfonds en vriendenkringen. De Baronesse Van Lynden verstrekte een renteloze onderhandse lening van fl 50.000,-.
Op 1 februari 1961 werd aan de stichting de naam van de inmiddels in 1959 overleden dirigent Eduard Van Beinum toegevoegd. Later is de naam kortweg 'Eduard Van Beinum Stichting' geworden.

## Jaren 1963-1983

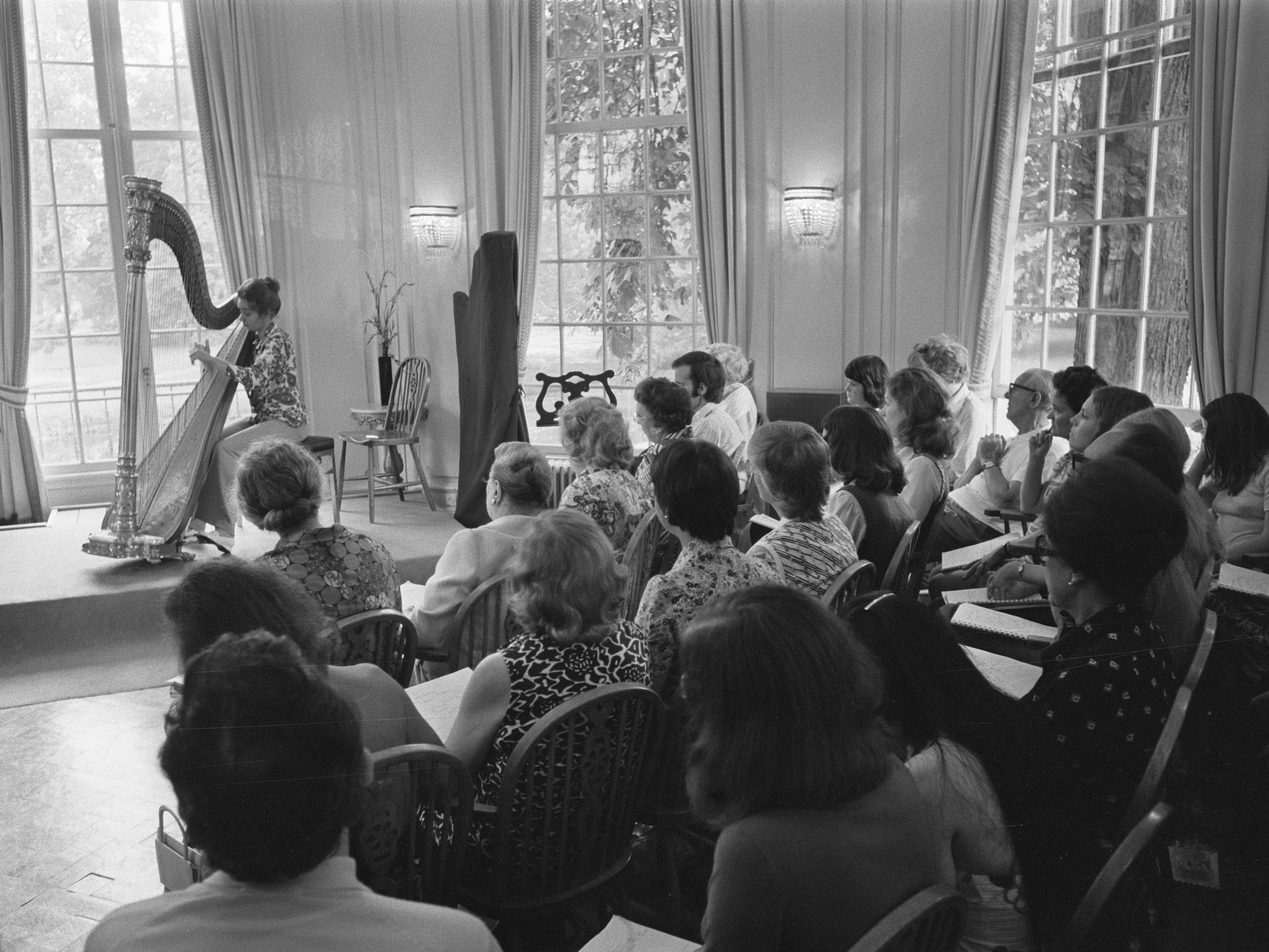
Internationale Harpweek in Queekhoven in Breukelen

In de jaren 1963 tot 1983 vonden de activiteiten plaats in Queekhoven. De daadwerkelijke organisatie hiervan was in handen van Phia Berghout.
Onder de activiteiten vielen een internationale celloweek onder leiding van Tibor de Machula, een vioolweek onder leiding van André Gertler en een pianoweek met Alicia de Larrocha. In de Musicultura-weken onder artistieke verantwoordelijkheid van componist Ton de Leeuw werd veel aandacht geschonken aan muziek uit andere culturen. Veel aandacht was er natuurlijk voor de harp: van Robert Heppener ging Hymns and Conversations voor 28 harpen in première.
In 1974 nam Phia Berghout op 65-jarige leeftijd afscheid van Queekhoven en verhuisde naar Maastricht. Met haar verdween de belangrijkste organisator van de stichting. Phia Berghout bleef echter wel actief, zeker in de harpwereld. Zij stond aan de wieg van het World Harp Congress, dat ontstond als uitvloeisel van de Internationale Harpweken uit 1974 op Queekhoven. 
Begin jaren 1980 verminderde de subsidiëring door het ministerie van CRM en had het bestuur  onder leiding van Frans van Rossum plannen om op te gaan in het Holland Festival. Ondanks een conflict met de Vereniging van Vrienden van Queekhoven werd Queekhoven verkocht. Hetgeen restte was een bestuur en een klein kapitaal dat belegd werd. Het bestuur ging zich bezinnen op het voortbestaan van de stichting.

## Jaren na 1986
Tussen 1986 en 1996 werkte de Eduard Van Beinum Stichting (EVBS) samen met De Nederlandse Opera en Het Nationale Ballet, de twee bespelers van Het Muziektheater Amsterdam. De EVBS had een kapitaal beschikbaar van fl 120.000 en besloot hiermee een opdracht te bekostigen voor zowel een choreografie als een opera. Voorwaarde was dat de stukken in het Muziektheater in première zouden gaan. De opera werd Leven met een idioot van Alfred Schnittke, die in 1992 in première ging. Het succes hiervan betekende voor de stichting een bevestiging van de keuze om de doelstelling van de stichting aan te passen: Het verstrekken van compositie-opdrachten met de intentie daarmee het wereldrepertoire te verrijken.
In 1987 had de EVBS al een opera-opdracht verstrekt aan György Kurtág, maar die opera werd niet voltooid. In 1994 werd de componist Iannis Xenakis gevraagd een stuk te schrijven ter gelegenheid van het 50e sterfjaar van Piet Mondriaan. De première van het strijkkwartet ERGMA vond op 17 december 1994 plaats in het Haags Gemeentemuseum.
In 1995 werd een opdracht verstrekt aan Micha Hamel voor de muziek voor het ballet Wintergezicht op choreografie van Toer van Schayk, uit te voeren door Het Nationale Ballet en Het Nederlands Balletorkest.
In 1997 werd opdracht gegeven aan Joep Franssens voor delen in zijn vierluik Harmony of the Spheres (1994-2001). De integrale versie dateert van 2002 in een uitvoering door het Nederlands Kamerkoor o.l.v. Tõnu Kaljuste. Ter ere van het 50-jarig jubileum van de NTR ZaterdagMatinee werd aan John Adams opdracht gegeven voor het derde deel van zijn symfonisch drieluik City Noir.
In 2011 werd opdracht gegeven aan de Letse componist Pēteris Vasks voor een compositie voor cello en strijkorkest. Vasks tweede celloconcert Klātbūtne ging in première op 29 oktober 2012 in het Muziekgebouw aan 't IJ.
In 2014 werd een opdracht vertrekt aan de Ierse componist Ian Wilson voor een solostuk voor saxofoon. The End of Desire ging op 8 november 2014 in première met op saxofoon Ties Mellema in de Pleitzaal van de Muzerije in 's-Hertogenbosch.

## Einde van de stichting
De EVBS heeft in de loop van het jaar 2020 vanwege een gebrek aan financiële middelen haar activiteiten beëindigd. Nieuwe aanvragen werden niet meer in behandeling genomen, lopende opdrachten werden afgewerkt.